# Susan L. Graham
Susan Lois Graham (Cleveland, 16 settembre 1942) è un'informatica e matematica statunitense.
È professoressa di informatica presso il Dipartimento di Ingegneria Elettrica e Scienze Informatiche all'Università della California, Berkeley.
Nata a Cleveland, Graham ha ricevuto il suo A.B. in matematica da Harvard nel 1964. Ha svolto il suo lavoro di laurea in informatica a Stanford, ricevendo il suo master nel 1966 e il suo dottorato di ricerca nel 1971 sotto la supervisione di David Gries. Nel 1971 è entrata a far parte della facoltà dell'Università della California, Berkeley, passando da professore assistente (1971–1976), a professore associato (1976–1981), e infine a professore ordinario dal 1981 in poi.
Graham ha pubblicato dozzine di articoli di ricerca e ha tenuto conferenze e pubblicato ampiamente su argomenti in linguaggi informatici, compilatori e ambienti di programmazione.
È membro del Council of Advisors on Science and Technology del Presidente degli Stati Uniti. Tra le altre attività, ha presieduto il Panel on Open Source Software for High End Computing.
Graham è stata a lungo coinvolta con Harvard, culminando con la sua entrata facenodo parte della Harvard Corporation nel 2011.
Nel 1994 è stata nominata Fellow dell'Association for Computing Machinery. È anche membro dell'American Association for the Advancement of Science, dell'American Academy of Arts and Sciences e dell'Institute of Electrical and Electronics Engineers (IEEE). È membro della National Academy of Engineering.
Nel 2004, il suo articolo su Gprof è apparso nella lista dei 50 articoli PLDI più influenti di tutti i tempi come uno dei quattro articoli dell'anno 1982.
Nel 2009, è stata insignita della IEEE John von Neumann Medal per "contributi alla progettazione e implementazione del linguaggio di programmazione e per il servizio esemplare alla disciplina dell'informatica".
Il 29 settembre 2011 è stato annunciato che era stata scelta per ricevere l'ACM-IEEE-CS Ken Kennedy Award il 15 novembre 2011 a Seattle presso SC11, la conferenza internazionale sull'elaborazione ad alte prestazioni.